# Bomis (genre)
Pour les articles homonymes, voir Bomis.
Genre
Bomis est un genre d'araignées aranéomorphes de la famille des Thomisidae.

## Distribution
Les espèces de ce genre se rencontrent en Inde et en Australie.

## Liste des espèces
Selon World Spider Catalog (version 18.5, 25/09/2017) :
- Bomis bengalensis Tikader, 1962
- Bomis calcuttaensis Biswas & Mazumder, 1981
- Bomis hippoponoi Szymkowiak, 2017
- Bomis khajuriai Tikader, 1980
- Bomis larvata L. Koch, 1874

## Publication originale
- L. Koch, 1874 : Die Arachniden Australiens. Nürnberg, vol. 1, p. 473-576 (texte intégral).